# Carl Flesch

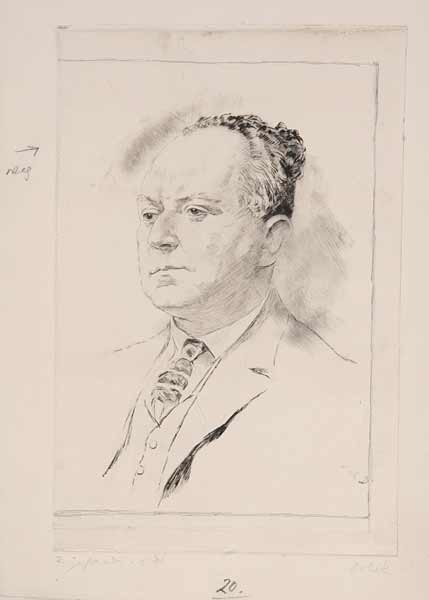
Carl Flesch (Porträt von Emil Orlik)

Carl Flesch (* 9. Oktober 1873 in Moson, Österreich-Ungarn; † 15. November 1944 in Luzern, Schweiz) war ein ungarisch-jüdischer Violinist, Violinlehrer und Musikschriftsteller.

## Jugend und Ausbildung
Karoly Flesch wurde in Wieselburg (Moson heute: 1937 eingemeindet zu Mosonmagyaróvár, Ungarn) im Österreich-Ungarischen Kaiserreich als Sohn des jüdischen Militär-Arztes Salamon Flesch geboren. Er hatte zwei Brüder und drei Schwestern. Er besuchte hier die jüdische Volksschule und lernte Hebräisch und Deutsch sowie durch eine Gouvernante im Elternhaus auch Französisch. Mit sechs Jahren erhielt er den ersten Violinunterricht von einem Brigadier der Feuerwehrkapelle. Mit 10 Jahren brachte ihn seine Mutter 1883 nach Wien, wo er seinen ersten Unterricht von Adolf Back erhielt – später bezeichnete er diese beiden Jahre als „verlorene Jahre“. 1885 spielte er Joseph Hellmesberger vor, dem damaligen Direktor des Wiener Konservatoriums, dessen Meinung enttäuschend war. Daraufhin wurde Jakob Grün konsultiert, der ihm empfahl, die Vorbereitungsklasse am Konservatorium von Josef Maxintsak zu besuchen mit der Aussicht auf Übernahme in Grüns Klasse. 1886 übernahm ihn Jakob Grün in seine Klasse.
1889 schloss er das Konservatorium ab. Er gehörte zu den mit „ersten Concurspreisen gekrönten Abiturienten des Schuljahres 1888/89“, die Anfang Juli 1889 unter Leitung von Joseph Hellmesberger sen. im Großen Musikvereinssaal auftreten durften. Carl Flesch spielte Henryk Wieniawskis 2. Violinkonzert in d-Moll und begleitete Carl Frühling bei einem Klavierquintett von Hermann Graedener. Die Österreichische Musik- und Theaterzeitung urteilte: „Herr Carl Flesch zeigte sich als talentvoller Geiger“.
1890 ging Carl Flesch zum weiteren Studium an das Pariser Konservatorium zu Eugène Sauzay. Gelegentlich nahm er Privatstunden bei Martin Marsick, der zwei Jahre später Nachfolger von Sauzay am Konservatorium wurde. 1894 schloss Flesch in Paris mit dem 1. Preis (Premier Prix) das Studium ab. Anlässlich eines Auftritts am 11. Februar 1894 in Paris lobte die Musikzeitschrift Le Monde Musical: „Dieser hochbegabte Schüler Marsick's bekundete eine Auffassung voll Empfindung, Wärme und Eleganz. Das achttausend Menschen zählende Publicum zollte dem feinen und correcten Spiele des jugendlichen Virtuosen ungetheilten Beifall, so daß Herr Flesch einen durchschlagenden und wohlverdienten Erfolg verzeichnen konnte.“

## Erste Erfolge

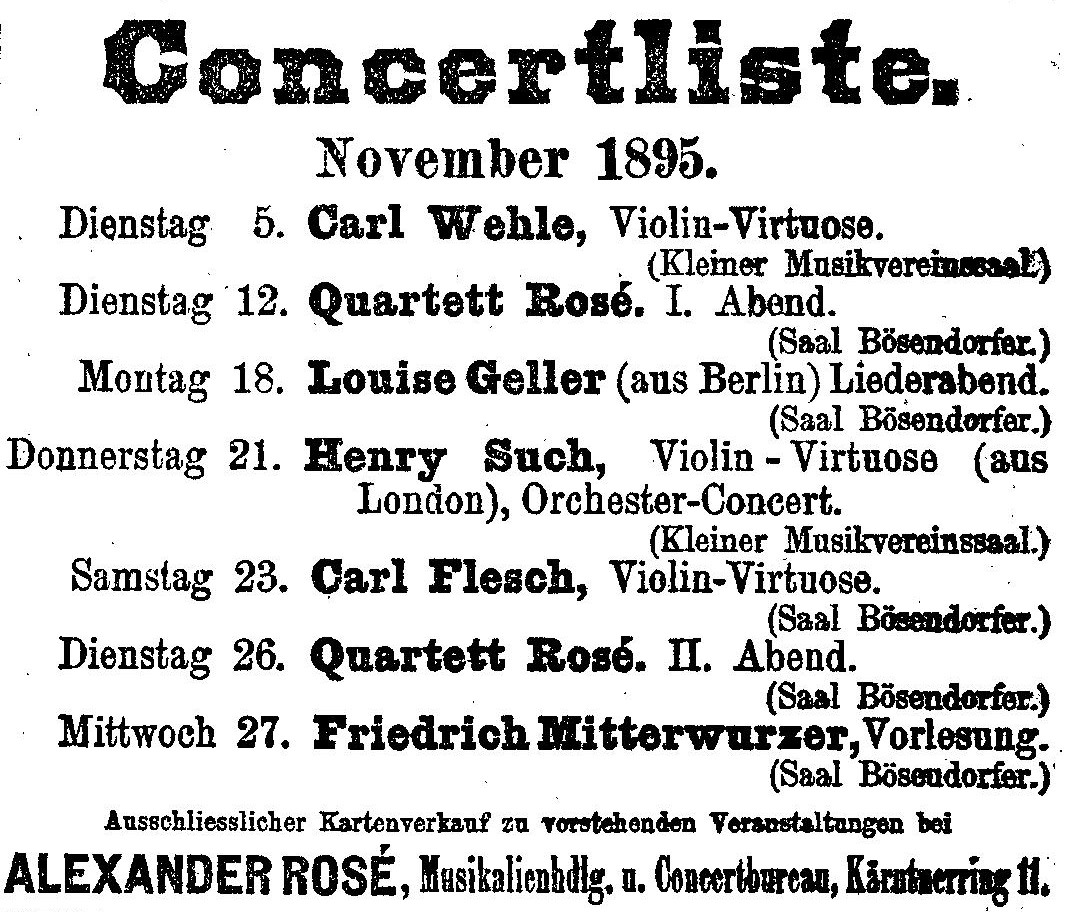
Anzeige für Carl Fleschs Debütkonzert in Wien am 23. November 1895

Am 23. November 1895 gab er sein Debüt in Wien mit Werken von Paganini, Bach, Saint-Saëns und anderen Komponisten. Die Presse schrieb:

„Der junge Künstler verfügt über einen kräftigen Ton, über einen hohen Grad von Virtuosität und über die geistige Kraft, seinen Vorträgen eine subjective und zuweilen auch originelle Auffassung angedeihen zu lassen. Der junge Künstler, der seinerzeit seine Studien in Wien begonnen, um dieselben bei Marsick in Paris fortzusetzen und zu vollenden, scheint übrigens bei uns bereits einer großen Anhängerschaft sich zu erfreuen. Der Bösendorfer-Saal war gedrängt voll und mit dem Besuch hielt auch die Intensität des Beifalles gleichen Schritt.“

Im Herbst 1896 trat er mit ähnlichem Programm zum ersten Mal in Berlin auf, worauf ihm die Konzertagentur Hermann Wolf eine Reihe von Konzerten vermittelte, u. a. in Halle, Leipzig, Straßburg, Prag und Budapest – hier spielte er unter der Leitung von Hans Richter.
1897 bis 1902 war er Violinprofessor am Konservatorium in Bukarest, wo er ein Streichquartett gründete und gleichzeitig Hofmusiker von Königin Elisabeth (genannt Carmen Sylva) wurde. 1902 siedelte er nach Berlin über, ging aber bereits ein Jahr später als Professor an das Jan Pieterszoon Sweelinck-Konservatorium nach Amsterdam. Mit Sylvain Noach, Hendrik Willem Hofmeester und Isaäc Mossel bildete er das Streichquartett des Konservatoriums. Dort begann eine intensive Konzert- und Lehrtätigkeit sowie die lebenslange enge Freundschaft mit seinem Kollegen, dem Dirigenten und Pianisten Julius Röntgen. In diesen Jahren wuchs auch sein Ruf als Solist, besonders durch eine Serie von fünf „historischen Aufführungen“ in Berlin (1905), in denen er Höhepunkte aus vier Jahrhunderten Geigenspiel präsentierte.
1906 heiratete er die Holländerin Bertha Josephus Jitta. Sie hatten drei Kinder: Tochter Johanna und die Zwillinge Fritz und Carl Franz Flesch (geboren 23. Juni 1910 in Rindbach, Salzkammergut; gestorben 11. Februar 2008 in London).
Nach dem Tode Joseph Joachims siedelte Flesch mit seiner Familie 1908 nach Berlin über. Er hoffte damals schon auf eine Professur an der dortigen Hochschule für Musik. Aus dieser Zeit datiert auch Fleschs Freundschaft mit Wilhelm Furtwängler. Konzertreisen führten ihn nach Russland, Frankreich und in die Niederlande.
Seit 1910 konzertierte er mit dem „Schnabel-Trio“ – mit Artur Schnabel am Klavier, mit dem Cellisten Jean Gérardy (1877–1929) und nach 1914 mit dem Cellisten Hugo Becker – in Deutschland und dem europäischen Ausland. Das Trio blieb bis in die 1920er Jahre eines der bekanntesten Ensembles für Kammermusik seiner Zeit. Flesch und Schnabel veröffentlichten zudem gemeinsam die Sonaten für Violine von Mozart und Brahms. 1914 erfolgte die erste Tournee durch die USA. Hier spielte er für die Firma Edison Records fünf Schallplatten ein. In Berlin gründete er 1920 die Wohltätigkeitsorganisation „Hilfsbund für deutsche Musikpflege“. Marlene Dietrich erwähnt in ihrer Autobiografie Flesch als ihren Musiklehrer in dieser Zeit.

## Der Pädagoge
1924 ging Flesch nach Philadelphia an das von Marie Louise Curtis Bok im selben Jahr gegründete Curtis Institute of Music. Ihr zur Seite stand Józef Hofmann. Ihm wurde die Leitung der Violin-Klasse übertragen. Ihm zur Seite standen Michael Press, Frank Gittelson, Sascha Jacobinoff und Emanuel Zetlin als weitere Lehrer. Als der Bratschist Louis Bailly 1925 zum Institut kam, gründeten sie das „Curtis Quartet“ mit Flesch (1. Violine), Emanuel Zetlin (zweite Violine), Louis Bailly (Bratsche) und Felix Salmond (Cello). Die Pädagogen spielten Haydn, Beethoven und Bach. Während der Semesterferien kaufte er sich 1926 eine Villa in Baden-Baden. 1928 kehrte er nach Deutschland zurück.
1928 wurde er für jährlich sechs Monate als außerordentlicher Professor an die Berliner Hochschule für Musik verpflichtet. Bis 1935 lebte er in Baden-Baden, wo er seine legendären Sommerkurse abhielt.
1930 nahm Flesch die deutsche Staatsbürgerschaft an, behielt aber gleichzeitig noch seine ungarische.

## Flucht
Mit der Machtergreifung der Nationalsozialisten wurde Flesch als Jude am 30. September 1934 von der Musikhochschule entlassen. Am 20. Juni 1935 wurde ihm und seiner Familie die deutsche Staatsangehörigkeit entzogen. Kurze Zeit später flohen sie nach London. 1939 konnte er dank einiger Konzertverpflichtungen in den Niederlanden mit seiner Frau dorthin reisen. Sie blieben in Den Haag, weil sie sich sicher glaubten. Im Mai 1940 besetzten deutsche Truppen die Niederlande, und Flesch wurde aufgefordert, diese zu verlassen oder nach London zurückzukehren. Versuche, ein Visum für die USA zu erhalten, scheiterten. Im Januar 1941 fand das letzte öffentliche Konzert von Flesch in den Niederlanden statt. 1942 verlor er auch die ungarische Staatsangehörigkeit, musste den „Gelben Stern“ tragen und durfte nicht mehr unterrichten und konzertieren. Im selben Jahr wurden Flesch und seine Frau zweimal verhaftet. Durch schriftliche Fürsprache von Wilhelm Furtwängler kamen sie aber wieder frei.
Gleichzeitig konnten Géza de Kresz und Ernst von Dohnányi bei den ungarischen Behörden durchsetzen, dass Flesch ein weiteres Mal die ungarische Staatsangehörigkeit erhielt. Im Dezember 1942 reiste das Ehepaar nach Budapest. Im Frühjahr 1943 gab Flesch in Budapest ein letztes großes Konzert mit Orchester. Zur selben Zeit kam die Einladung von Ernest Ansermet nach Luzern in die Schweiz, der er folgte. Kurz danach unterrichtete er bereits wieder Meisterklassen am Konservatorium Luzern.
Carl Flesch starb am 15. November 1944 in Luzern. Er wurde auf dem Jüdischen Friedhof in Mosonmagyaróvár, Ungarn, im Familiengrab beigesetzt.

## Leistungen
Flesch veröffentlichte zahlreiche pädagogische und violinmethodische Schriften, darunter Standardwerke wie Die Kunst des Violinspiels (zwei Bände, 1923–1928, gemeinsam mit Max Dessoir formuliert) und Das Skalensystem, ursprünglich als Anhang zu ersterem gedacht. In seinen Erinnerungen eines Geigers gibt er spitzzüngig Auskunft über berühmte Kollegen, wodurch das Werk zu einer wichtigen Quelle zur Geschichte des Violinspiels wird. Er gab zahlreiche Notenausgaben bedeutender Werke der Violinliteratur heraus.
Als Solist gelang ihm nie der entscheidende internationale Durchbruch, aber er war zu seiner Zeit einer der teuersten und erfolgreichsten Lehrer. Er revolutionierte die Unterrichts- und Übemethodik, die zu seiner Zeit vor allem vom Grundsatz der Quantität des Übens beherrscht wurde. Zur illustren Liste seiner Schüler zählen Jan Dahmen, Josef Wolfsthal, Alma Moodie, Ida Haendel, Ginette Neveu, Ricardo Odnoposoff, Henryk Szeryng, Franz R. Friedl, Roman Totenberg, Norbert Brainin, Robert Reitz, Szymon Goldberg, Max Rostal, Ivry Gitlis, Bronisław Gimpel, Erna Honigberger sowie Tibor Varga und Stefan Frenkel, Adolf Leschinski, Otto Nikitits, Bruno Straumann und Aida Stucki.
Ginette Neveu äußerte 1946 über ihren Lehrer:

„Carl Flesch war mein Lehrer. Viele Jahre war ich mit ihm, dem ich alles verdanke, zusammen. Damals in Berlin, dann in Baden-Baden, später in Paris und Belgien. Und Bach, der auch für den Geiger die technische und musikalische Grundlage ist – c'est le plateforme de la musique – wurde mir von dem großen Lehrer und Menschen Flesch vermittelt.“

## Instrumente
Flesch besaß wenigstens ein Dutzend Instrumente, darunter
- Violine von Lorenzo Storioni
- Violine von Matteo Goffriller
- Violine von Lorenzo Guadagnini 1745
- Violine von Pietro Guarneri II. 1757
- die Stradivari „Brancaccio“ 1725

1906 (zu seinem 33. Geburtstag) kam er in den Besitz der berühmten Stradivari-Geige „Brancaccio“ von 1725, von der er sagte, dass sie ihm zu seinem Ruhm als Künstler verholfen habe. Aufgrund seiner Schulden aus dem Börsenkrach von 1929 in New York musste er sie 1931 an den Bankier Franz von Mendelssohn, einen Amateur-Geiger, verkaufen. Die Geige wurde während eines Bombenangriffs auf Berlin im Zweiten Weltkrieg zerstört.

## Ehrungen
In ehrender Erinnerung an sein Wirken nannte die Universität der Künste Berlin einen der dortigen Konzertsäle Carl-Flesch-Saal.

## Werke
- Urstudien für Violine. 5. Auflage. Berlin. Verlag von Ries & Erler, Königl. Sächs. Hof-Musikalienhändler, Berlin 1911.
- Etüden-Sammlung für Violine. Studies and Exercises for Violin. 47 Etüden - 47 Studies. Vol. II. Verlag: Wilhelm Hansen, Kopenhagen, 1921, Neuauflage 1950. (VNr. 17020), - Enthält Etüden von Adelburg, Alday le jeune, Benda, Beriot u. a.
- Etüden-Sammlung für Violine.Studies and Exercises for Violin. 44 Etüden - 44 Studies. Vol. III. Verlag: Wilhelm Hansen, Kopenhagen 1921. Neuauflage 1950 (VNr. 17021) - Enthält Etüden von Baillot, Bériot, Dont, Ernst, Kotek, Kreutzer, Paganini, Rovelli, Schubert, Vieuxtemps, Wieniawski u. a.
- Die Kunst des Violinspiels. Bd. I Allgemeine und angewandte Technik, Berlin: Ries & Erler, 1923, 2. überarbeitete Auflage 1929.
- Bd. II Künstlerische Gestaltung und Unterricht, Berlin: Ries & Erler, 1928,
  - englische Ausgabe: Boston, 1924–1930, italienische Ausgabe: Mailand, 1953, polnische Ausgabe: Krakau, 1964, russische Ausgabe: Moskau: Muzyka, 1964.
- Das Skalensystem. Tonleiterübungen durch alle Dur- und Moll-Tonarten für das tägliche Studium. Anhang zum 1. Bande von „Die Kunst des Violinspiels“, Berlin: Ries & Erler, 1926.
- Das Klangproblem im Geigenspiel, Berlin: Ries & Erler, 1931.
- Sinnsprüche, Privatdruck, 1944.
- Erinnerungen eines Geigers, Zürich: Atlantis, 1960, englische Ausgabe: The Memoirs of Carl Flesch, London, 1957.
- Die Hohe Schule des Fingersatzes, Kathinka Rebling (Hg.), Frankfurt am Main: Lang, 1995,
  - italienische Ausgabe: Alta scuola di diteggiatura violinistica, Milano, 1960, englische Ausgabe: Violin Fingering: its Theorie and Practice, New York, 1966